# クスコ (バンド)
クスコ（Cusco）は、かつてインカ帝国の首都であったペルーの都市クスコにちなんで名付けられた、ドイツの異文化間ニューエイジ・ミュージック・バンド。バンドの音楽には、南アメリカのフルートのサウンドとメロディーに重点を置きつつも、世界中の音楽からの影響が含まれている。クスコのメロディックでエネルギッシュな音楽は、クラシック音楽とロックの感性に影響を受けた、モダンなスタイルと民族的なスタイルが融合したものとなっている。民族楽器のほとんどは、キーボードで生成された。
バンドは創設者のマイケル・ホルム（ローター・ベルンハルト・ヴァルター、1943年 - ）とクリスチャン・シュルツ（1945年 - 2011年）によって率いられた。マイケル・ホルムは、すでに声楽アーティストとして成功を収めていたが、古代文化への音楽的トリビュートを試みた。彼と、ジャズ・バンド「パスポート」の元メンバーであるクリスチャン・シュルツは、音楽と歴史への関心を共有していた。1979年に彼らはクスコを結成し、1980年に最初のアルバムをリリースした。最終的にハイアー・オクターヴ・ミュージックと契約し、1988年にそのレーベルから最初のアルバムをリリースした。彼らのアルバムは、インストゥルメンタル/ニューエイジ・ミュージックのセールス・チャートで常に非常に高いピークに達してきた。彼らはグラミー賞にも3回ノミネートされている。
クスコの音楽は、イルミネーションズ:リフレクション・オブ・アースの前にエプコットにおけるショーが始まる前のBGMとして頻繁に使用され、アメリカの人気シンジケート・ラジオ番組『Coast to Coast AM』のバンパー・ミュージックや、バド・アイス・ビールのコマーシャルを含むいくつかのテレビ広告にも使用された。さらに、クスコはドイツのテレビ特別番組『ズィールマン2000』のためにシンフォニックなニューエイジ・ミュージックを作曲し、演奏した。シュルツは2011年に亡くなるまで、ドイツのヴァイルハイム・イン・オーバーバイエルンで暮らしていた。ホルムは今もそこに暮らしている。

## ディスコグラフィ

### スタジオ・アルバム
- 『デザート・アイランド』 - Desert Island (1980年、Autobahn)
- 『クスコ2』 - Cusco 2 (1981年、Yupiteru)
- 『クール・アイランド』 - Cool Island (1982年、Autobahn)
- 『惑星旅行』 - Planet Voyage (1982年、Yupiteru)
- 『ヴァージン・アイランド』 - Virgin Islands (1983年、Yupiteru)
- 『アイランド・クルーズ』 - Island Cruise (1984年、Yupiteru)
- 『インカ伝説』 - Apurimac (1984年、Prudence, Amati)
- 『アランフェス協奏曲』 - Concierto De Aranjuez (1986年、CBS/Sony)
- 『伝説の地』 - Tales From A Distant Land (1988年、Prudence)
- 『リング・オブ・ドルフィン』 - Ring Der Delphine (1989年、Prudence)
- Mystic Island (1989年、Area Creativa)
- 『ズィールマン2000』 - Sielmann 2000 (1991年、Columbia)
- Island Cruise (1991年、Area Creativa)
- 2000 (1992年、Higher Octave Music)
- 2002 (1993年、Higher Octave Music)
- 『オーストラリア〜生命 (いのち)の楽園』 - Australia (1993年、Prudence) ※with The Philharmonic Orchestra
- 『インカ幻想』 - Apurimac II: Return To Ancient America (1994年、Higher Octave Music)
- 『クスコのクリスマス〜聖なる夜の調べ』 - A "Cusco" Christmas (1995年、Prudence)
- 『インカ伝説3』 - Apurimac III - Nature • Spirit • Pride (1997年、Higher Octave Music)
- 『古代への旅〜新たなる世界への道筋』 - Ancient Journeys - A Vision Of The New World (2000年、Higher Octave Music)
- Inner Journeys: Myth + Legends (2003年、Higher Octave Music)

### コンピレーション・アルバム
- 『サイトシーン』 - Sightseen (1984年、Yupiteru)
- 『ザ・ベスト・オブ・クスコ』 - The Best Of Cusco (1988年、CBS/Sony)
- Mystic Island (1989年、Prudence)
- Water Stories (1990年、Prudence)
- Tle Legend Of Cusco (1992年、CBS/Sony)
- The Magic Sound Of Cusco (1994年、Prudence)
- Das Beste Von Cusco (1995年、SR International)
- The Island Collection - Selected Titles (1995年、Musart)
- The Best Of Cusco (1997年、Higher Octave Music)
- Best Of Cusco - Dreams & Fantasies (1998年、EMI Electrola)
- 『クスコの世界』 - The Early Best Of Cusco (1999年、Kity)
- Essential Cusco - The Journey (2005年、Higher Octave Music)
- The Best Of (2008年、Ales Music)